# 権逸
権 逸（クォン・イル、ごん いつ、朝鮮語: 권일/權逸、1911年8月22日 -  2001年4月3日）は、在日本大韓民国居留民団（現・在日本大韓民国民団）中央団長。在日本大韓民国居留民団顧問。満州国で裁判官、日本で弁護士、韓国で政治家としても活動していた。第8・9代大韓民国国会議員。日本名は権藤嘉郎で、権赫周（권혁주）の名前も使用した。

## 来歴

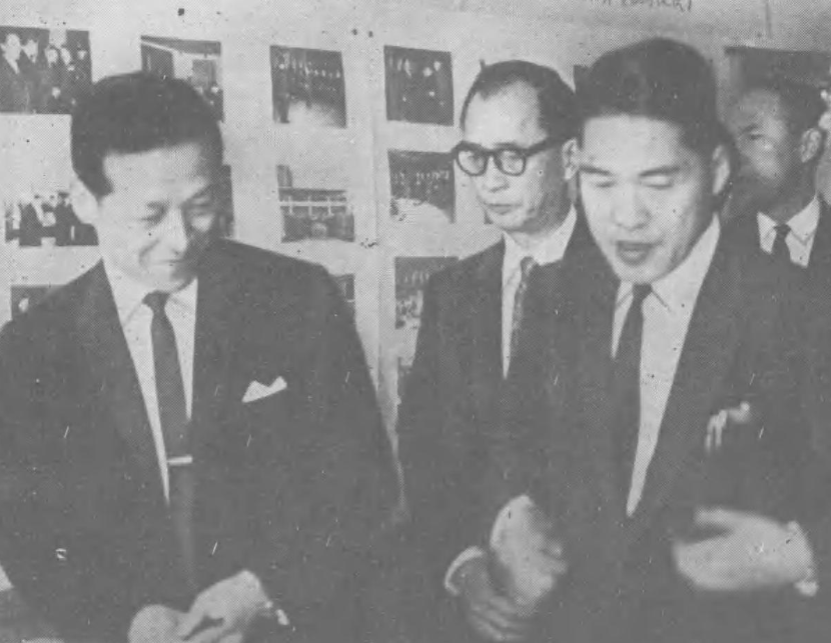
1962年2月19日から24日にかけて、大韓民国中央情報部（KCIA）の金鍾泌長官は日本を訪問した。左から金鍾泌、一人おいて、権逸。

- 1911年8月22日 : 日本統治時代の朝鮮慶尚北道醴泉に生まれる[2]。
- 1937年 : 高等文官試験司法科合格[2]
- 1938年 : 明治大学法学部卒業[2]
- 満州国大同学院卒業
- 満州国審判官（裁判官）
- 第二次世界大戦後 : 日本で弁護士開業
- 1961年 - 1963年 : 在日本大韓民国居留民団中央本部団長[2]。
- 1964年 - 1967年 : 在日本大韓民国居留民団中央本部団長[2]
- 1967年 : 韓国共和党大統領選挙対策委顧問[2]。韓国国会議員[2]
- 1968年 : 国民勲章牡丹章[2]
- 1982年 : 国民勲章無窮花章[2]
- 1988年 : 日本国政府から勲二等瑞宝章授与[2]
- 2008年 : 親日人名辞典に海外部門登録

## 親族
独立運動家・映画監督の権赫朝は弟。俳優のイム・ドンジンは姪の夫（弟の赫朝の娘婿）。

## 著作
- 韓国親族相続法（1961年）
- 権逸回顧録（1987年）